# Амед Дуу
Амед Ів Ду́у (фр. Ahmed Ives Douhou; нар. 14 грудня 1976) — французький (із 2002) легкоатлет івуарійського походження, який спеціалізувався в бігу на короткі дистанції.

## Спортивні досягнення
Учасник змагань у спринтерських дисциплінах на трьох Олімпіадах (1996, 2000 — за Кот-д'Івуар; 2004 — за Францію), на жодній з яких не вдалось потрапити до фінальних забігів.
Чемпіон світу з естафетного бігу 4×400 метрів (2003, виступав у попередньому забігу). Фіналіст (5-е місце) з естафетного бігу 4×100 метрів на чемпіонаті світу (2001).
Бронзовий призер з естафетного бігу 4×400 метрів на чемпіонаті Європи (2002).
Чемпіон Африки з естафетного бігу 4×100 метрів (1998).
Віцечемпіон Франції з бігу на 400 метрів (2004).